# Prezident Gabonu
Prezident Gabonu, oficiálně Prezident Gabonské republiky (francouzsky Président de la
République gabonaise), je nejvyšším představitelem Gabonu. Od vytvoření této funkce v roce 1960 ji do roku 2023 zastávali tři muži. Od 30. srpna 2023 je úřadujícím prezidentem Brice Clotaire Oligui Nguema.

## Volební systém
Prezident Gabonu je volen na 7 let ve všeobecných a přímých volbách. Jedinec může být do funkce zvolen opakovaně. Původně byl počet funkčních období ústavou Gabonu z roku 1991 omezen na dvě, ale toto ustanovení bylo roku 2003 zrušeno proto, aby mohl Omar Bongo zůstat prezidentem.
Prezidentem je zvolen kandidát, který ve volbách získá nejvíce hlasů. Volby jsou jednokolové. Ve volbách mohou kandidovat občané Gabonu starší 40 let, kteří pobývají na území státu nejméně 12 měsíců a kterým nebyla omezena občanská či politická práva.
Pokud dojde k odložení konání voleb až do doby, kdy už úřadujícímu prezidentovi skončilo funkční období, ten přesto zůstává ve funkci až do zvolení jeho nástupce. Standardně se prezidentské volby konají nejméně měsíc a nejvýše dva měsíce před koncem funkčního období předchozího prezidenta. Funkční období začíná dnem, kdy nově zvolený prezident složí prezidentský slib.
Pokud úřadující prezident kandiduje v nadcházejících volbách, nesmí dojít k rozpuštění Národního shromáždění. Zároveň prezident od vyhlášení své kandidatury až do voleb nesmí využívat svou zákonodárnou moc. V nezbytných případech se může sejít parlament na mimořádném zasedání.

## Prezidentský slib
Složením prezidentského slibu začíná funkční období nově zvoleného prezidenta. Slib nesmí být složen dříve než Ústavní soud Gabonu oficiálně potvrdí výsledky voleb.
V okamžiku nástupu prezidenta do úřadu skládá prezident slavnostně slib před Parlamentem a Ústavním soudem. Klade přitom svou levou ruku na ústavu a druhou ruku má vztyčenou před státní vlajkou.
Znění prezidentského slibu je následující: "Slibuji, že veškerou svou energii budu věnovat pro dobro gabonského lidu, abych zajistil jeho blaho a ochránil jej před každým neštěstím, že budu respektovat a bránit ústavu a právní stát, budu svědomitě plnit své povinnosti plynoucí z mého postavení a budu spravedlivý ke všem."

## Uvolnění funkce během funkčního období
V případě uprázdnění prezidentského úřadu z jakéhokoliv důvodu, nebo pokud se prezident stane trvale neschopným vykonávat svou funkci a potvrdíli tuto skutečnost Ústavní soud o jehož rozhodnutí požádala vláda, přebírá dočasně prezidentské pravomoci předseda Senátu. Ústavní soud musí nezpůsobilost prezidenta pro výkon sve funkce odsouhlasit nadpolovičním počtem svých členů. Pokud tak soud neučiní, mouhou o nezpůsobilosti rozhodnout svou nadpoloviční většinou členové obou komor parlamentu.
Prozatímnímu prezidentovi jsou dočasně svěřeny povinnosti a pravomoci prezidenta republiky vyplývající z ústavy, s výjimkou některých pravomocí a povinností, které specifikují články 18 a 19. Dočasný prezident nesmí kandidovat v nadcházejících prezidentských volbách. Před nástupem do funkce i prozatímní prezident skládá prezidentský slib.
Pokud je uvolnění mandátu funkce trvalého charakteru, proběhnou mimořádné prezidentské volby nejdříve 30 dní a nejdéle 60 dní od uvolnění postu. Výjimkou může být nouzová situace, kterou vyhlašuje Ústavní soud.

## Seznam prezidentů
|  | Jméno                                 | Fotografie | Volby                         | Od               | Do                   | Politická strana  |
|  | ------------------------------------- | ---------- | ----------------------------- | ---------------- | -------------------- | ----------------- |
|  | Léon M'ba (1902–1967)                 |            | 1961 1967                     | 17. srpna 1960   | 27. listopadu 1967 † | PDG               |
|  | Omar Bongo (1935–2009)                |            | 1973 1979 1986 1993 1998 2005 | 2. prosince 1967 | 8. června 2009 †     | PDG               |
|  | Didjob Divungi Di Ndinge (* 1946)     |            | -                             | 6. května 2009   | 10. června 2009      | ADRE              |
|  | Rose Francine Rogombé (1942–2015)     |            | -                             | 10. června 2009  | 16. října 2009       | PDG               |
|  | Ali Bongo Ondimba (* 1959)            |            | 2009 2016                     | 16. října 2009   | 30. srpna 2023       | PDG               |
|  | Brice Clotaire Oligui Nguema (* 1975) |            | -                             | 30. srpna 2023   | dosud                | Vojenské pravidlo |